# استیون دکیتر
استفان دکاتور (انگلیسی: Stephen Decatur؛ ۵ ژانویهٔ ۱۷۷۹ – ۲۲ مارس ۱۸۲۰) یکی از برجسته‌ترین فرماندهان نیروی دریایی ایالات متحده آمریکا در قرن نوزدهم است. او در سال ۱۷۸۵ میلادی در ویرجینیا به دنیا آمد و در سنین جوانی وارد نیروی دریایی شد. در سال ۱۸۰۳ میلادی، در جنگ با بریتانیا، دیکیتور با شجاعت و تدبیری که نشان داد، نقش مهمی در شکست دشمن در بیش از یک نبرد داشت. به خاطر این دلاوری‌ها، او محبوبیت بسیاری در میان مردم ایالات متحده پیدا کرد.
دیکیتور در سال ۱۸۱۵ میلادی به عنوان یکی از فرماندهان نیروی دریایی ایالات متحده به سفر به شرق دور از خانواده‌اش فرستاده شد. پس از بازگشت، او به عنوان یکی از فرماندهان کل نیروی دریایی ایالات متحده منصوب شد و در این سمت تا سال ۱۸۲۰ میلادی فعالیت کرد. در طول دوران خدمتش، دیکیتور توانست تعداد زیادی از کشتی‌های دشمن را تسخیر کند و نقش مهمی در توسعه نیروی دریایی ایالات متحده ایفا کرد.
در سال ۱۸۲۰ میلادی، دیکیتور درگیر یک نبرد خونین با یکی از دوستان قدیمی‌اش شد و در نهایت در این نبرد کشته شد. مراسم خاکسپاری او بسیار گسترده بود و خیلی‌ها به عنوان یک قهرمان ملی در آن شرکت کردند. دیکیتور برای شجاعت و دلاوری‌هایش به عنوان یکی از بزرگترین فرماندهان نیروی دریایی ایالات متحده در تاریخ این کشور به یاد ماند.